# Ofensywa Litwy Środkowej z listopada 1920 roku
Ofensywa Litwy Środkowej z listopada 1920 roku − ofensywa wojsk Litwy Środkowej gen. Lucjana Żeligowskiego podjęta 17 listopada 1920 roku przeciwko wojskom Republiki Litewskiej, kontynuacja konfliktu polsko-litewskiego.

## Ofensywa polska w październiku
Linia demarkacyjna z 18 czerwca 1919 r.
     Linia demarkacyjna z 27 lipca 1919 r. (linia Focha)
     Linia demarkacyjna z 7 października 1920 r. (umowa suwalska)
     Ostateczny przebieg granicy po likwidacji pasa neutralnego

Linia demarkacyjna z 18 czerwca 1919 r.
Linia demarkacyjna z 27 lipca 1919 r. (linia Focha)
Linia demarkacyjna z 7 października 1920 r. (umowa suwalska)
Ostateczny przebieg granicy po likwidacji pasa neutralnego

Po zajęciu Wilna przez „zbuntowane” oddziały polskie gen. Żeligowskiego Litwini nie zrezygnowali ze swoich pretensji do miasta. Przez kilka dni po zajęciu Wilna, w drugiej połowie października, również wojska Litwy Środkowej posuwały się na zachód i północ od Wilna, bez większego oporu odpychając Litwinów − dochodziło tylko do sporadycznych starć. Zajęte zostały wówczas Landwarów, Troki, Rykonty, Wielka Rzesza i Niemenczyn. Walki z Litwinami na północny wschód od Wilna w dniach 10-18 października miały ograniczony charakter.
Dopiero po sprowadzeniu posiłków z Suwalszczyzny Litwini 18 października przeszli do natarcia na Rykonty i Troki z zamiarem odzyskania Wilna siłami 3 Dywizji Piechoty, ale po całodziennych walkach zostali odrzuceni. Po nieudanej próbie odzyskania Wilna Litwini przyjęli postawę obronną i 20 października cofnęli się na całym froncie na wcześniejszą linię demarkacyjną.
20 października inicjatywę na froncie przejęły ponownie wojska Litwy Środkowej. Tego dnia 13 pułk ułanów wykonał zagon na tyły Litwinów z zamiarem zajęcia wsi Pikieliszki, w której broniły się dwa bataliony piechoty litewskiej. W czasie obchodzenia pozycji litewskich miejscowa ludność udzielała masowej pomocy polskim oddziałom, m.in. wskazała wsie (Jodele i Kiele), gdzie stacjonował sztab litewskiej 1 Dywizji Piechoty wraz z jej dowódcą gen. Stasysem Nastopką, który dowodził całością sił litewskich na froncie wileńskim. W wyniku sprawnego ataku polskiego zajęto Jodele oraz Kiele i wzięto do niewoli sztab wraz z gen. Nastopką. Zagon na Jodele zmusił stronę litewską do cofnięcia się o 20 kilometrów, na linię Kiernów−Muśniki−Szyrwinty−Giedrojcie. W ten sposób wojska Litwy Środkowej osiągnęły Jewie, Szyrwinty i Giedrojcie, zdobyły też Mejszagołę i Podbrzezie. Dzięki sukcesom wojska gen. Żeligowskiego zostały wsparte licznymi ochotnikami z Polski. Gen. Żeligowski zaproponował Litwie rozmowy pokojowe, te zostały jednak odrzucone.

## Polskie przygotowania do listopadowej ofensywy
W następnych dniach miały miejsce jedynie drobne podjazdy: polskie 20 października na Tataryszki, 25 października na Ponary, 29 października na Białolesie i 31 października na Sejbutany, a także litewskie, m.in. na Daubie. Zagon 13 pułku ułanów dotarł do Pozelwy, gdzie jego pododdziały zostały zaatakowane przez litewski 7 pułk piechoty i zmuszone do wycofania, w trakcie którego nastąpiło jeszcze starcie w okolicach wsi Lelekańce i Bojciszki. 26 października 1920 r. polska piechota zaatakowała i zdobyła Giedrojcie, jednak pod koniec października oddziały litewskiej 1 Dywizji rozpoczęły kontratak i po ciężkich walkach 1 listopada odzyskały miejscowość.
Po litewskim zwycięstwie pod Giedrojciami, ich ofensywa została zatrzymana decyzją Ligi Narodów, która poleciła wycofać wojska obu stron poza sześciokilometrowy pas neutralny linii rozejmowej.
W pierwszej połowie listopada sytuacja wojsk Litwy Środkowej pogarszała się. Szwankowało  zaopatrzenie i nasiliły się dezercję (głównie wśród żołnierzy, których domy znalazły się po drugiej stronie frontu polsko-litewskiego i polsko-sowieckiego). W celu wyjścia z impasu zarówno wojskowego jak i politycznego, gen. Żeligowski podjął decyzję o przeprowadzeniu jeszcze jednej ofensywy, która miała poprawić sytuację Polski przed planowanymi rokowaniami pokojowym, w celu uzyskania przynajmniej zawieszenia broni na bazie ówczesnego przebiegu frontu, tj. z Wilnem po stronie Polski.
Planując operację nie wykluczano zajęcia Kowna (według części źródeł zdobycie miasta nawet zakładano), choć uzależniano to od osiągnięcia wcześniejszych założonych celów. Żeligowski snuł nawet plany podporządkowania Polsce całej Litwy, co popierała część oficerów, zwłaszcza kawalerii. Zamiary zdobycia Kowna i zajęcia całej Litwy są szczególnie uwypuklane w historiografii litewskiej, jednak realistycznym celem operacji zleconej przez gen. Żeligowskiego było opanowanie terenów do linii demarkacyjnej z czerwca 1920 r., a zagon w głąb terytorium przeciwnika miał głównie na celu zmuszenie przeciwnika do zmiękczenia stanowiska politycznego.
Przygotowywana ofensywa zakładała uderzenie siłami piechoty na pozycje litewskie na północnym odcinku frontu, utworzenie w nim wyłomu, przez który brygada kawalerii wedrze się na tyły wojsk litewskich z zamiarem działania na kierunku kowieńskim, przy czym dowódca brygady otrzymał pełną swobodę działań w zależności od rozwoju sytuacji, ale z założeniem, że zasadniczym zamiarem ma być zaatakowanie Kowna.

## Ofensywa polska w listopadzie

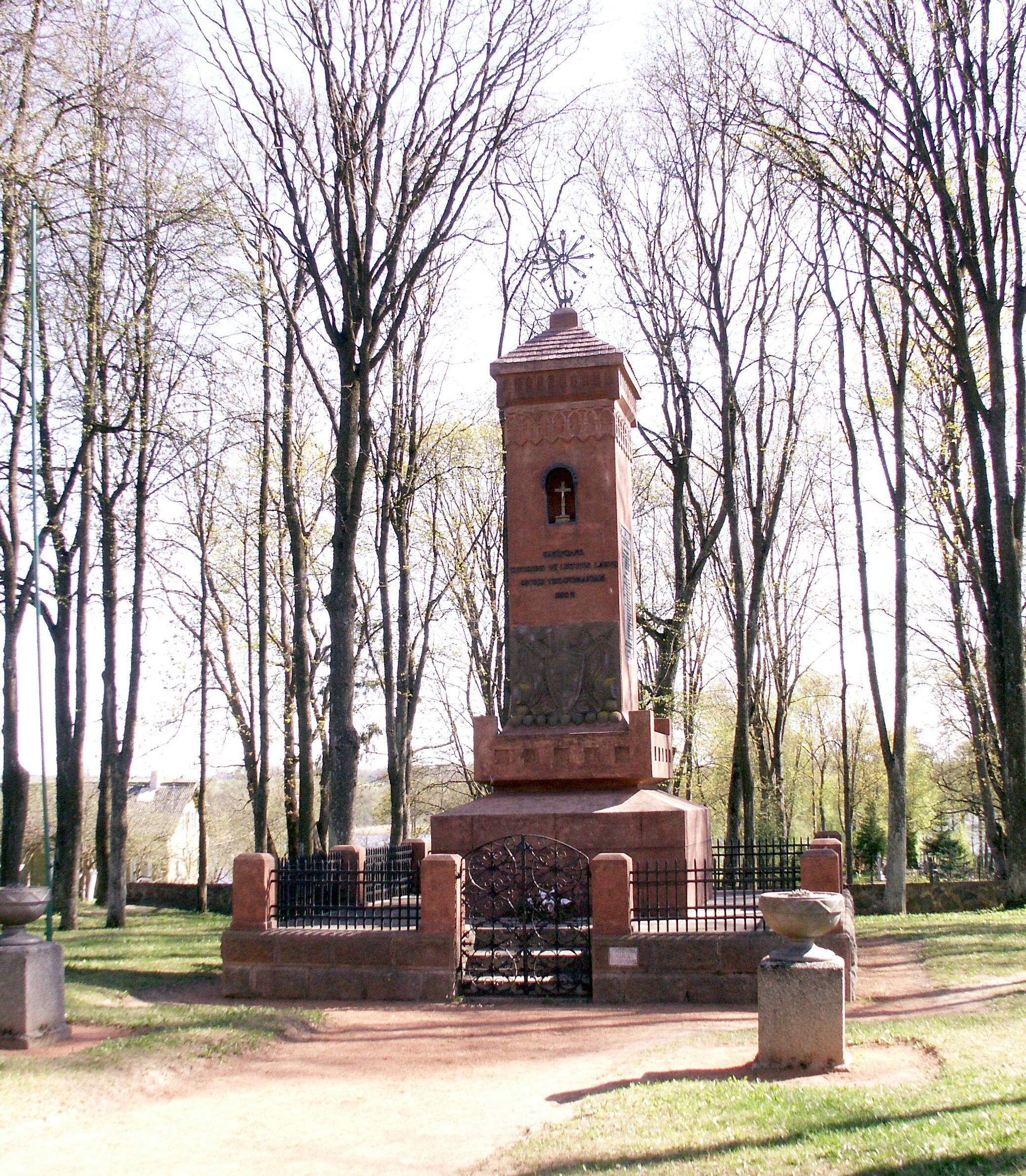
Pomnik żołnierzy litewskich poległych w bitwie pod Giedrojciami

17 listopada piechota Litwy Środkowej podjęła natarcie na odcinku Szyrwinty – Giedrojcie – Dubinki, by osiągnąć linię demarkacyjną z czerwca 1920 r. W wyniku natarcia od Muśnik do Dubinek przerwano front, a Polacy opanowali Szyrwinty i Giedrojcie. Zacięte walki o Muśniki zakończyły się ich porażką. 18 listopada polskie dowództwo zarządziło odpoczynek,

### Zagon kawaleryjski w głąb Litwy
Pierwszego dnia ofensywy jednostki polskiej kawalerii skoncentrowane koło wsi Wesołówka w sile ok. 700 ludzi z 13 pułku ułanów wileńskich i Grodzieńskiego pułku ułanów, bez przeszkód przeszły na tyły Litwinów przez wyłom uczyniony w ich liniach przez piechotę. Jednakże Butkiewicz nie miał zamiaru wspierać płytkim zagonem działań piechoty, ale podjął daleki rajd w głąb Litwy. W ten sposób w działaniach wojsk Litwy Środkowej wystąpiła rozbieżność celów – piechota zmierzała do wyjścia na linie demarkacyjną, zaś kawaleria rozwijała działania rajdowe w przestrzeni operacyjnej.
Zagon minął Wielki Dwór i Widzeniszki, kierując się na Kurkle i Kowarsk (osiągnięty 18 listopada po rozbrojeniu posterunku milicji) nad Świętą, która została sforsowana w bród.
19 listopada zajęto wsie Łany i Użułany, a podjazdy wysłano do Townian. Do pierwszego starcia brygady jazdy z Litwinami doszło w okolicach Towian, gdzie Polaków zaatakowali litewscy bojownicy z nieregularnych oddziałów. Po stracie dwóch zabitych Polacy wycofali się z Towian, od tego czasu zagon był nieustannie szarpany przez podjazy litewskie.
20 listopada polska kawaleria kontynuowała zagon, zajmując Gruże, Wojewodziszki i Pogiry. Po minięciu Pogirów Polacy zostali 20 listopada zaatakowani przez samotny litewski samolot, który zrzucił na oddziały bomby (początkowo wzięto go za polski samolot zwiadowczy), w wyniku czego zginął jeden polski ułan. W wyniku ostrzału z ziemi samolot został uszkodzony i zmuszony do lądowania (o czym jednak polski oddział nie miał wiedzy).
Nocą z 20 na 21 listopada brygada dotarła nad Niewiażę, w rejonie Kiejdan, gdzie dokonała także szeregu aktów dywersji, paraliżując łączność Kowieńszczyzny ze Żmudzią poprzez zniszczenie sieci telegraficznej oraz linii kolejowej Szawle-Kiejdany, ale także stoczyła potyczki z litewskimi strzelcami w rejonie Remigoły, Rogówka i Truskowa. W ciągu 7 dni ułani przebyli ponad 350 km i zbliżyli się na odległość 50 km od Kowna, tracąc 7 zabitych i 6 rannych.

### Odwrót zagończyków
Z powodu koncentracji sił litewskich i podjęcia przez nie marszu na Kiejdany z trzech kierunków, płk Mścisław Butkiewicz zdecydował się na odwrót spod Kiejdan, gdyż brygady jazdy nie objęło zawieszenie broni i tym samym nie miała możliwości swobodnego powrotu na swoją stronę frontu, co pozwoliło Litwinom ściągnąć dodatkowe oddziały (4., 7. i część 9. pułku piechoty) w celu osaczenia i rozbicia tej jednostki.
Zarządzony odwrót do polskich linii omijał od północy Puszczę Łańską. Pod Rogowem doszło do potyczki z Litwinami, których rozpędziła szarża jazdy. Następnie stoczono walkę o stację Traszkuny, gdzie rozbito grupę szaulisów. Chcąc uniknąć dalszych starć, brygada skierowała się jeszcze bardziej na północ, na Androniszki, gdzie rozpuszczono jeńców. Nadal starano się unikać większych starć, dochodziło jedynie do potyczek z pododdziałami litewskiego ubezpieczenia.
Wieczorem 23 listopada zajęto Suginty, zdobywając tabory przeciwnika z 9 pułku piechoty i wzięto jeńców. Po tej potyczce brygada skierowała się w stronę Łabonar i we wsi Apulka doszło do zwycięskiego starcia z kompanią z litewskiego 9 pułku piechoty, która broniła przesmyku między jeziorami, przy czym Łabonary leżały już w pasie neutralnym. 24 listopada 1920 r. awangarda brygady napotkała nieopodal Łabonar posterunki 3 Dywizji Piechoty Legionów Wojska Polskiego. Łącznie polskie straty wyniosły w trakcie rajdu w głąb Litwy kowieńskiej 7 zabitych i 6 rannych.

## Litewska kontrofensywa i negocjacje pokojowe
19 listopada oddziały litewskie gen. Silvestrasa Žukauskasa przeszły do ofensywy w rejonie Szyrwintów i Giedrojciów. Litewskie wojska siłami batalionu zdobyły Maciejuny, gdzie znajdował się zupełnie zaskoczony atakiem sztab Grodzieńskiego pułku piechoty. Następnie Litwini zaatakowali z zaskoczenia Szyrwinty, odepchnęli jednostki polskiej piechoty pod Szyrwintami i zmusiły siły Litwy Środkowej do częściowego wycofania. Litwini zajęli Szyrwinty tylko na jeden dzień, gdyż już 20 listopada odeszli z miasta, zabierając zdobycze i jeńców.
Działania ofensywne Litwy Środkowej spotkały się z ostrą krytyką ze strony Ligi Narodów. Pod wpływem tych wydarzeń i w wyniku mediacji Komisji Kontrolnej Ligi Narodów doszło do negocjacji pokojowych, które doprowadziły do ustalenia zawieszenia broni od 21 listopada od godz. 9:00 i deklaracji wycofania wojsk poza 6-kilometrowy pas neutralny wzdłuż linii rozejmowej. Na spornych obszarach zgodnie z uchwałą Ligi Narodów planowano przeprowadzić plebiscyt.
Tuż przed wejściem w życie zawieszenia broni, nocą z 20 na 21 listopada wojsko litewskie podjęło jeszcze natarcie na Giedrojcie i Szyrwinty, a zakończone zajęciem tych miejscowości przez Litwinów walki zakończyły się dopiero 21 listopada w godzinach popołudniowych (Szyrwinty zdobyto o godz. 12:00, a Gierdojcie o godz. 16:00), a zatem po wejściu w życie zawieszenia broni. Litwini chcieli w ramach tej akcji kierować się na Wilno, zostali jednak powstrzymani przez Komisję Kontrolną Ligi Narodów. Ostatecznie walki polsko-litewskie zakończyły się, gdy polska kawaleria wróciła z rajdu na Kiejdany. W propagandzie litewskiej okresu dwudziestolecia międzywojennego te walki o Giedrojcie były mocno eksploatowane.
Zagon na Kiejdany nie przyniósł militarnych rezultatów, ponieważ piechota uwikłana w boje o Szyrwinty i Giedrojcie, nie była w stanie posunąć się naprzód, miał jednak prawdopodobnie wpływ na rozmowy rozejmowe, gdyż dowiódł, że kawaleria polska może wedrzeć się do centrum Litwy.
Rozpoczęły się wówczas w Kownie rozmowy, które doprowadziły do sporządzenia 27 listopada 1920 r. protokołu zawieszenia broni i podpisania 29 listopada protokołu rozejmowego, który miał wejść w życie 30 listopada. 3 grudnia Liga Narodów obsadziła szeroki na 3–12 km pas neutralny utworzony przez obie strony. Pas na odcinku Rudziszki–Orany obejmował linię kolejową Wilno–Grodno, co doprowadziło do jej paraliżu.